# Кубок Судирмана
Кубок «Судирман» — мировое первенство по бадминтону среди смешанных команд, которое проводится каждые 2 года. Каждый раунд состоит из 5 матчей: женской и мужской «одиночки», женской и мужской пары и смешанной пары. Назван в честь Дика Судирмана, бывшего индонезийского бадминтониста и основателя Ассоциации бадминтона Индонезии (PBSI). Первый турнир проходил в Южной Джакарте с 24 по 29 мая 1989 года.
У кубка нет призового фонда, игроки играют только за престиж своей страны и для зарабатывания очков для рейтинга ВФБ.

## Кубок
Высота кубка «Судирман» составляет 80 см. Он сделан из дерева, покрытого серебром и золотом в 22 карата (92%). Кубок имеет форму волана и увенчан моделью храма Боробудур. Рукоять в форме тычинки символизирует семена бадминтона.
Стоимость кубка составляет 15 000 долларов США.

## Формат
Кубок Судирмана — единственное международное бадминтонное соревнование, которое не имеет квалификационного раунда. Команды делятся на 7 групп в зависимости от их силы. Только команды из первой группы имеют шанс побороться за трофей, в то время как команды из остальных групп борются за выход в следующую группу. Команда, занявшая последнее место в своей группе, переходит в более низкую группу.

## Результаты
| 1989 Детали | Джакарта, Индонезия    | Индонезия   | 3–2 | Южная Корея | Китай       | Дания       |
| 1991 Детали | Копенгаген, Дания      | Южная Корея | 3–2 | Индонезия   | Дания       | Китай       |
| 1993 Детали | Бирмингем, Англия      | Южная Корея | 3–2 | Индонезия   | Китай       | Дания       |
| 1995 Детали | Лозанна, Швейцария     | Китай       | 3–1 | Индонезия   | Южная Корея | Дания       |
| 1997 Детали | Глазго, Великобритания | Китай       | 5–0 | Южная Корея | Дания       | Индонезия   |
| 1999 Детали | Копенгаген, Дания      | Китай       | 3–1 | Дания       | Индонезия   | Южная Корея |
| 2001 Детали | Севилья, Испания       | Китай       | 3–1 | Индонезия   | Дания       | Южная Корея |
| 2003 Детали | Эйндховен, Нидерланды  | Южная Корея | 3–1 | Китай       | Индонезия   | Дания       |
| 2005 Детали | Пекин, Китай           | Китай       | 3–0 | Индонезия   | Южная Корея | Дания       |
| 2007 Детали | Глазго, Шотландия      | Китай       | 3–0 | Индонезия   | Южная Корея | Англия      |
| 2009 Детали | Гуанчжоу, Китай        | Китай       | 3–0 | Южная Корея | Индонезия   | Малайзия    |
| 2011 Детали | Циндао, Китай          | Китай       | 3–0 | Дания       | Индонезия   | Южная Корея |
| 2013 Детали | Куала-Лумпур, Малайзия |             |     |             |             |             |